# Фуртильян, Жан-Бернар
Жан-Бернар Фуртильян  (фр. Jean-Bernard Fourtillan; род. 7 октября 1943, Бордо) —  французский фармацевт, фармаколог и бывший профессор университета. Некоторые его позиции оспариваются научным сообществом.

## Карьера
После учёбы на факультете фармакологии в Университете Бордо в 1968 году он был назначен ординатором и ассистентом по органической химии того же факультета. В 1972 году он стал адъюнкт-профессором терапевтической химии и фармакокинетики на факультете медицины и фармации Университета Пуатье. Параллельно с университетскими обязанностями он начал карьеру в больнице  Либурна, а затем в больничном центре Университета Пуатье.
В 1978 году Фуртильян покинул больницу и создал компанию, оказывающую услуги в области фармакологии, Центр исследований и исследований в клинической фармации. Со временем эта структура будет носить разные названия: Частный центр биомедицинских исследований, Cemaf, Parexel-Cemaf, Parexel Worldwide и  Bioanalytics.

## Открытие валентонина
В апреле 1994 года Жан-Бернар Фуртильян объявил, что он получил божественное откровение  о гормоне, который он назвал валентонином в честь своей внучки  и который, по его словам, значительно превосходит все существующие аналоги. Он утверждает, что циркадная регуляция организма между фазами бодрствования и сна обусловлена действием трёх гормонов, секретируемых шишковидной железой: мелатонина, валентонина и 6-метоксигармалана.
Это открытие оспаривается: ни один другой учёный не подтверждает существование валентонина, и научное сообщество удивлено, что исследования Жана-Бернара Фуртильяна не были предметом публикаций, а были предметом депонирования патентов.
Он вышел на пенсию в 2008 году и поэтому больше не числится в Ордене фармацевтов. Лишь в 2014 году Жан-Бернар Фуртильян решил возобновить исследование, поддержанное его женой Марианной. С 2015 года Жан-Бернар Фуртильян обратился к хирургу Анри Жуайе, как и он был ревностным католиком, который выступал против использования вакцин. Вместе они намеревались продемонстрировать ценность валентонина в лечении болезни Альцгеймера, Паркинсона и других неврологических состояний. В следующем году невролог Филипп Дамье, вице-президент научного комитета Франции по болезни Паркинсона, назвал их аргументы «манипуляциями». Они создали фонд пожертвований «Жозефа» в честь испанской монахини, умершей в Пуатье в 1923 году, под председательством Жан-Бернара Фуртильяна, которому остальные участники заявили, что уступят все зарегистрированные патенты и гонорары за их эксплуатацию, а сами должны быть включены в его медицинские и научные исследования.
В 2019 году Жан-Бернар Фуртильян и Анри Жуайе начали эксперименты с трансдермальными пластырями с валентонином на добровольных пациентах, в частности, страдающих болезнью Альцгеймера. Национальное агентство по безопасности лекарственных средств считает, что это незаконное клиническое испытание, поскольку оно не объявлено и проводится в несанкционированном месте (аббатство), и запрещает его, но оба  партнёра отвергают это утверждение. Напротив, Жан-Бернар Фуртильян написал письмо президенту Франции с просьбой отменить обязательство вакцинировать младенцев (описанное как «массовое убийство») и расширить использование его трансдермальных пластырей для лечения не только болезни Паркинсона, но также эпилепсии, рассеянного склероза и рака.

## Официальное расследование и суд
Осенью 2019 года следственный судья начал расследование по обвинению в «обмане» и «мошенническом злоупотреблении незнанием или слабостью уязвимого человека». В мае 2020 года Жан-Бернар Фуртильян получил в Бордо обвинительный приговор за клевету на главу Национального агентства по безопасности лекарственных средств и товаров медицинского назначения, обвинившего его в шарлатанстве. Однако в июле 2020 года Жан-Бернар Фуртильян и фонд «Жозефа» безуспешно обратились в административный суд Пуатье с просьбой об отмене запрета на проведение испытаний со стороны ANSM.
7 декабря 2020 года Жан-Бернар Фуртильян был арестован полицией в рамках расследования этих анализов, в частности, он находился в розыске за незаконную медицинскую практику. Через три дня после заключения в Ниме учёный был госпитализирован без его согласия в психиатрическое учреждение в Юзесе; он был освобожден 17 декабря по решению судьи по вопросам свободы и содержания под стражей.